# خانه استاد جلال الدین همایی
خانه استاد جلال الدین همایی مربوط به دوره قاجار است و در اصفهان، خیابان نشاط، محله پا قلعه، کوچه شهید حمید صفایی واقع شده و این اثر در تاریخ ۱۳ مرداد ۱۳۷۶ با شمارهٔ ثبت ۱۹۰۳ به‌عنوان یکی از آثار ملی ایران به ثبت رسیده‌است.